# Потомак (Меріленд)
Потомак (англ. Potomac) — переписна місцевість (CDP) в США, в окрузі Монтгомері штату Меріленд. Населення — 47 018 осіб (2020).

## Географія
Потомак розташований за координатами 39°0′48″ пн. ш. 77°11′37″ зх. д. / 39.01333° пн. ш. 77.19361° зх. д. (39.013332, -77.193579).  За даними Бюро перепису населення США в 2010 році переписна місцевість мала площу 68,83 км², з яких 65,04 км² — суходіл та 3,79 км² — водойми.

## Демографія
Згідно з переписом 2010 року, у переписній місцевості мешкало 44 965 осіб у 16 103 домогосподарствах у складі 13 064 родин. Густота населення становила 653 особи/км².  Було 16642 помешкання (242/км²).
Расовий склад населення:
| - 75,8 % — білих - 15,9 % — азіатів - 4,6 % — чорних або афроамериканців - 0,1 % — корінних американців |

До двох чи більше рас належало 2,6 %. Частка іспаномовних становила 6,4 % від усіх жителів.
За віковим діапазоном населення розподілялося таким чином: 25,3 % — особи молодші 18 років, 55,5 % — особи у віці 18—64 років, 19,2 % — особи у віці 65 років та старші. Медіана віку мешканця становила 46,9 року. На 100 осіб жіночої статі у переписній місцевості припадало 91,7 чоловіків;  на 100 жінок у віці від 18 років та старших — 88,0 чоловіків також старших 18 років.
Середній дохід на одне домашнє господарство  становив 240 218 доларів США (медіана — 178 765), а середній дохід на одну сім'ю — 269 765 доларів (медіана — 203 763). Медіана доходів становила 143 484 долари для чоловіків та 92 067 доларів для жінок. За межею бідності перебувало 3,5 % осіб, у тому числі 2,3 % дітей у віці до 18 років та 4,0 % осіб у віці 65 років та старших.
Цивільне працевлаштоване населення становило 21 855 осіб. Основні галузі зайнятості: науковці, спеціалісти, менеджери — 27,4 %, освіта, охорона здоров'я та соціальна допомога — 21,6 %, публічна адміністрація — 12,9 %, фінанси, страхування та нерухомість — 10,3 %.